# Aubin, Aveyron
Aubin är en kommun i departementet Aveyron i regionen Occitanien i södra Frankrike. Kommunen ligger  i kantonen Aubin som ligger i arrondissementet Villefranche-de-Rouergue. År 2022 hade Aubin 3 465 invånare.

## Befolkningsutveckling
Antalet invånare i kommunen Aubin
Referens: INSEE